# Alessia Vigilia
Alessia Vigilia (* 25. Juli 1999 in Bozen) ist eine italienische Radrennfahrerin.

## Sportlicher Werdegang
Als Juniorin machte Vigilia vorrangig durch ihre Ergebnisse im Einzelzeitfahren auf sich aufmerksam. 2017 wurde sie italienische Meisterin und Vizeeuropameisterin, 2018 gewann sie jeweils die Silbermedaille bei den Welt- und Europameisterschaften.
Nach dem Wechsel in die U23 blieb Vigilia zunächst ohne nennenswerte Ergebnisse. Erst mit dem Top Girls Fassa Bortolo schaffte sie ab der Saison 2022 den internationalen Durchbruch. 2023 gewann sie mit der Umag Trophy Ladies sowohl ihr erstes Eintagesrennen als auch mit dem Giro della Toscana Femminile ihre erste Rundfahrt. Dazu kommen weitere Top-Platzierungen, unter anderen der zweite Platz bei La Classique Morbihan sowie der dritte Gesamtrang bei der Tour de Bretagne Féminin.
Aufgrund ihrer Leistungen wechselte Vigilia zur Saison 2024 in die UCI Women’s WorldTour und wurde Mitglied im Team FDJ-Suez. Ihre besten Ergebnisse in der Debütsaison erzielte sie bei der Tour de Bretagne Féminin, wo sie einen zweiten Etappenrang und auch den zweiten Gesamtrang einfuhr.

## Erfolge
2016
- Italienische Meisterin – Einzelzeitfahren (Junioren)
- Europameisterschaften – Einzelzeitfahren (Junioren)

2017
- Weltmeisterschaften – Einzelzeitfahren (Junioren)
- Europameisterschaften – Einzelzeitfahren (Junioren)

2023
- Umag Trophy Ladies
- Gesamtwertung, Punkte- und Bergwertung Giro della Toscana Femminile
- Nachwuchswertung Tour de Bretagne Féminin
- Italienische Meisterin – Mannschaftszeitfahren

2024
- Nachwuchswertung Tour de Bretagne Féminin